# 크리스마스의 정신
《크리스마스의 정신》(영어: The Spirit of Christmas)은 두 개의 각자 다른 단편 영화로 구성된 시리즈이다. 트레이 파커와 맷 스톤이 공동 제작했다. 이 작품은 텔레비전 애니메이션 시리즈《사우스 파크》의 전신이며, 시리즈 안에는 1992년 작 영화 《예수 VS 프로스티》(Jesus vs. Frosty), 1995년 작 《예수 VS 산타》(Jesus vs. Santa)가 있다.

## 예수 VS 프로스티
《예수 VS 프로스티》는 네 명의 어린 남자아이들이 '프로스티'라는 이름을 가진 눈사람을 만들다가 노란 모자를 쓴 남자아이가 프로스티에게 모자를 씌우고, 예수의 등장을 그린 단편 영화이다.
네 명의 아이들이 노래를 부르며 눈사람을 만들고 있는데 노란 모자를 쓴 아이가 모자를 씌우려 하자 빨간 모자를 쓴 아이가 눈사람이 살아난다며 이를 막으려 하지만 이를 무시하고 눈사람에 모자를 씌우게 된다. 그리고 눈사람은 모자를 씌우자마자 바로 살아났고, 눈사람은 케니(에릭 카트먼)을 던져 살해하며 다른 아이들까지 살해하려 한다. 세 아이들은 산타에게 도움을 요청하게 되는데 그 산타는 사실 변장한 눈사람이였다. 결국 후드를 쓴 아이도 눈사람에게 살해당한다. 남은 아이들은 예수에게 구원을 요청하는데 그 때 구유에서 일어난 예수가 아기의 몸으로 눈사람을 물리치고 다시 구유에 들어간다.
이 일로 크리스마스가 예수의 날인 것을 안 두 아이들은 결론을 내지만 크리스마스가 선물의 날이었다는 결론을 내고 빨간 모자를 쓴 아이의 집으로 가게 되면서 끝이 난다.
네 명의 남자 아이들은 각각 스탠 마시(빨간 모자를 쓴 아이), 카일 브로플로브스키(노란 모자를 쓴 아이), 에릭 카트먼(당시 명칭은 케니), 케니 매코믹(후드를 쓴 아이)의 이전 외형이며, 이 때는 스탠과 카일의 사이가 매우 거칠었기에 후에 공개된 예수 vs 산타에서도 이 특징이 드러나게 된다.

## 예수 VS 산타
《예수 VS 산타》는 1995년 12월 1일에 공개된 단편 영화로 《예수 VS 프로스티》에 등장했던 모습에서 다듬어진 모습으로 등장했던 남자아이들이 We Wish You a Merry Christmas를 부르는 것으로 시작된다. 그런데 스탠 마시와 카일의 사이는 매우 거칠어서 스탠은 카일에게 유대인에 관한 멸시적인 말을 한 뒤 카일은 그저 순진하게 다른 노래를 부르다가 또다시 스탠과 에릭에게 무시받는다.
예수가 서로 싸우던 남자아이들에게 오면서 산타가 있는 쇼핑몰로 데려다줄 수 있겠냐고 물어본다. 예수는 산타가 자신의 생일에 관해 크게 해를 주고 있었다며 서로 싸웠는데 주인공 남자아이들 3명을 제외한 산타의 주변에 있었던 케니와 여러 어린이들이 다치거나 죽어나간다. 그런데 스탠이 등장하면서 산타와 예수에게 질문을 던졌는데 질문의 내용은 브라이언 보이타노에 대한 질문이었다. 잠시 후 브라이언 보이타노가 온 뒤 산타와 예수의 갈등은 해결되고, 3명의 주인공들은 케니가 죽은 자리를 지나가면서 어디론가 가게 된다.

### 기타
1995년 방송국 폭스의 경영진은 맷 스톤과 트레이 파커가 크리스마스 애니메이션 카드를 제작할 수 있도록 만들었다. 이후 1995년 12월 폭스의 경영진이 친구들에게 배포했다.
크게 성공했으며 폭스의 경영 측에서도 평가가 좋아 맷 스톤과 트레이 파커는 해당 프로그램의 정규 시리즈의 방송사를 폭스에 방영시키려고 했으나, 미스터 행키 등의 각종 문제로 폭스에서의 방송 계획은 취소되었고 코미디 센트럴 측에서 방영되기로 결정되었다.

### 출시
정규 방송 시리즈인 《사우스 파크》에서 가끔씩 간접적으로 등장하며, 이 편에서부터 네 명의 주인공과 웬디 테스타버거의 외형이 확립되었다. 다만 웬디는 이 편에선 이름은 존재하지 않았던 상태였다. 해당 영화에서 나오던 장면인 케니가 죽으면 케니의 시체에 쥐가 몰려든다는 장면, 카일이 유대인 출신이라는 설정은 본편에도 그대로 이어받았다. 또한 《사우스 파크》 본편 제4기 에피소드 《아주 지저분한 크리스마스》에서 등장인물들이 만들고 있는 애니메이션 영화로 재구성되었다.
로스앤젤레스 영화 비평가 협회에서 최우수 작품으로 선정되었으며, 게임 《Tiger Woods 99 PGA Tour Golf》에서도 수록되었으나 해당 수록분은 무단 사용으로 밝혀져 1999년에 일렉트로닉 아츠로 인해 회수되었다.

## 같이 보기
- 크리스마스 영화 목록